# (10544) Hörsnebara
(10544) Hörsnebara, désignation internationale (10544) Horsnebara, est un astéroïde de la ceinture principale.

## Description
(10544) Horsnebara est un astéroïde de la ceinture principale. Il fut découvert le 29 février 1992 à La Silla par le programme UESAC. Il présente une orbite caractérisée par un demi-grand axe de 2,23 UA, une excentricité de 0,18 et une inclinaison de 7,8° par rapport à l'écliptique.

## Compléments